# Moyenne vallée du Doubs
Moyenne vallée du Doubs este o arie protejată (arie de protecție specială avifaunistică — SPA) din Franța întinsă pe o suprafață de 6.299 ha, integral pe uscat.

## Localizare
Centrul sitului Moyenne vallée du Doubs este situat la coordonatele 47°16′53″N 6°08′10″E / 47.28139°N 6.13611°E.

## Înființare
Situl Moyenne vallée du Doubs a fost declarat arie de protecție specială avifaunistică în baza directivei 79/409 din 1979 referitoare la conservarea păsărilor sălbatice pentru a proteja 22 de specii de animale.

## Biodiversitate
Situată în ecoregiunea continentală, aria protejată nu include niciun habitat protejat.
La baza desemnării sitului se află mai multe specii protejate de  păsări (22): pescăruș albastru (Alcedo atthis), rață roșie (Aythya nyroca), buha (Bubo bubo), barză albă (Ciconia ciconia), barză neagră (Ciconia nigra), erete de stuf (Circus aeruginosus), erete vânăt (Circus cyaneus), cristeiul de câmp (Crex crex), lebădă de iarnă (Cygnus cygnus), ciocănitoarea de stejar (Dendrocopos medius), ciocănitoare neagră (Dryocopus martius), egretă albă (Egretta alba), șoim călător (Falco peregrinus), cocor (Grus grus), sfrâncioc roșiatic (Lanius collurio), ciocârlie de pădure (Lullula arborea), ferestrașul mare (Mergus merganser), gaia neagră (Milvus migrans), gaia roșie (Milvus milvus), vultur pescar (Pandion haliaetus), viespar (Pernis apivorus), ciocănitoare verzuie (Picus canus).
Pe lângă speciile protejate, pe teritoriul sitului au mai fost identificate 23 de specii de păsări.